# Agua Caliente, Copán
Agua Caliente är en ort i Honduras  Den ligger i Departamento de Copán, i den västra delen av landet, 190 km nordväst om huvudstaden Tegucigalpa. 